# Schizonycha gibbitarsa
Schizonycha gibbitarsa är en skalbaggsart som beskrevs av Brenske 1899. Schizonycha gibbitarsa ingår i släktet Schizonycha och familjen Melolonthidae. Inga underarter finns listade i Catalogue of Life.